# Брашненик
Брашненѝк е помещението, в което се намира сандъкът с брашното и се меси хлябът. Това помещение е неотоплявано и е характерно за разложката и банската къща. В брашненика има стълба към тавана, служещ за допълнителна площ.